# Yukino Yoshida
Yukino Yoshida (japanisch 吉田 雪乃 Yoshida Yukino; * 29. Januar 2003) ist eine japanische Eisschnellläuferin.

## Werdegang
Yoshida trat international erstmals bei den Olympischen Jugend-Winterspielen 2020 in St. Moritz in Erscheinung, wobei sie die Bronzemedaille über 500 m und die Goldmedaille im Mixed-Teamsprint gewinnen konnte. Zudem lief sie dort auf den 14. Platz im Massenstart sowie auf den neunten Rang über 1500 m und holte bei den Juniorenweltmeisterschaften 2022 in Innsbruck die Silbermedaille über 500 m sowie die Goldmedaille über 1000 m. Bei den Vier-Kontinente-Meisterschaften 2023 in Québec wurde sie Achte über 1000 m und gewann über 500 m die Bronzemedaille. In der Saison 2023/24 nahm sie in Obihiro erstmals am Eisschnelllauf-Weltcup teil, wobei sie über 500 m die Plätze neun und vier errang und kam bei den Vier-Kontinente-Meisterschaften 2024 in Salt Lake City auf den sechsten Platz über 500 m. Beim Saisonhöhepunkt, den Einzelstreckenweltmeisterschaften 2024 in Calgary, belegte sie den 13. Platz über diese Distanz. In der Saison 2024/25 holte sie über 500 m in Nagano sowie in Peking ihre ersten Weltcupsiege und erreichte damit den dritten Platz im Weltcup über 500 m. Außerdem wurde sie japanische Meisterin über diese Distanz und bei den Vier-Kontinente-Meisterschaften 2025 in Hachinohe über 500 m sowie im Teamsprint jeweils Vierte. Bei den Einzelstreckenweltmeisterschaften 2025 in Hamar belegte sie den achten Platz über 1000 m und den fünften Rang über 500 m.

## Erfolge

### Einzelstrecken-Weltmeisterschaften
- 2024 Calgary: 13. Platz 500 m
- 2025 Hamar: 5. Platz 500 m, 8. Platz 1000 m

### Vier-Kontinente-Meisterschaften
- 2023 Québec: 3. Platz 500 m, 8. Platz 1000 m
- 2024 Salt Lake City: 6. Platz 500 m
- 2025 Hachinohe: 4. Platz 500 m, 4. Platz Teamsprint

### Weltcupsiege im Einzel
| Nr. | Datum             | Ort    | Disziplin |
| --- | ----------------- | ------ | --------- |
| 1.  | 22. November 2024 | Nagano | 500 m     |
| 2.  | 29. November 2024 | Peking | 500 m     |

### Persönliche Bestleistungen
| Disziplin | Zeit        | Datum            | Ort       |
| --------- | ----------- | ---------------- | --------- |
| 500 m     | 37,46 s     | 26. Januar 2025  | Calgary   |
| 1000 m    | 1:15,17 min | 24. Januar 2025  | Calgary   |
| 1500 m    | 2:08,22 min | 6. November 2020 | Obihiro   |
| 3000 m    | 4:43,97 min | 2. Oktober 2022  | Hachinohe |